# François Mansart

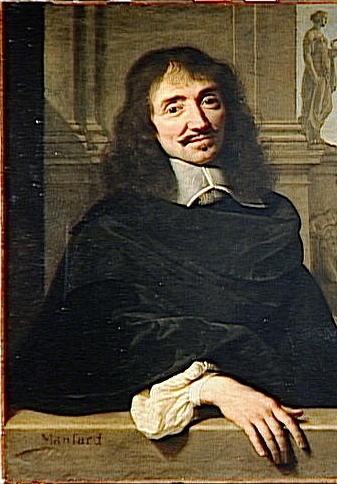
François Mansart
(1656), helft van schilderij van Philippe de Champaigne, Louvre

François Mansart (Parijs, 23 januari 1598 - aldaar, 23 september 1666) was een Frans architect.
Mansart stond bekend om zijn koppigheid en perfectionisme. Meer dan eens liet hij zijn bouwwerk neerhalen om opnieuw te beginnen, hetgeen de kosten aanzienlijk opdreef. Een bepaalde dakvorm, het mansardedak, is naar hem genoemd. Hij was weliswaar niet de uitvinder van het mansardedak. Pierre Lescot gebruikte deze dakvorm al in 1540 in het Louvre. Mansart heeft er wel heel vaak gebruik van gemaakt.
Hij was de grootoom van de architect Jules Hardouin-Mansart.
Na de troonsbestijging van Lodewijk XIV verloor Mansart veel opdrachten aan andere architecten.

## Werken
- Kasteel van Balleroy
- Château de Berny (1623-1625)
- Temple du Marais (Kapel) (1632-1634)
- Hôtel de la Vrillière (1635-1650), te Parijs
- Château de Maisons-Laffitte (1641-1650)
- Hôtel Carnavalet (v. 1650)
- Château de Guiry-en-Vexin
- Val-de-Grâce
- Kasteel van Saint Maur

### Andere opdrachten
- Mansart ontwierp een nieuwe noordvleugel voor het Kasteel van Blois (1635).